# Comuna Carmanova, Stînga Nistrului
Comuna Carmanova este o comună din Unitățile Administrativ-Teritoriale din Stînga Nistrului, Republica Moldova. Este formată din satele Carmanova (sat-reședință), Cotovca, Fedoseevca și Mocearovca.
Conform recensământului din anul 2004, populația localității era de 2.257 locuitori, dintre care 551 (24.41%) moldoveni (români), 1.092 (48.38%) ucraineni si 476 (21.08%) ruși.